# Malte Nilsson
Nils Malte Jörgen Nilsson, född den 16 september 1914 i Väsby församling, Malmöhus län, död den 16 augusti 1998 i Värnamo, var en svensk jurist.
Nilsson avlade juris kandidatexamen vid Lunds universitet 1940. Efter tingstjänstgöring 1940–1943 blev han extra fiskal vid Göta hovrätt 1944. Nilsson var tillförordnad borgmästare i Falköping 1947–1948. Han blev tingssekreterare 1949, assessor i Göta hovrätt 1951 och tingsdomare i Östbo och Västbo domsaga 1952. Nilsson var tillförordnad revisionssekreterare 1955–1956 och tillförordnad häradshövding i Mellersta Värends domsaga 1963. Han var häradshövding i Östbo och Västbo domsaga 1964–1970 och lagman i Värnamo tingsrätt 1971–1981. Nilsson blev riddare av Nordstjärneorden 1955 och kommendör av samma orden 1970.